# Richard Núñez
Pour les articles homonymes, voir Núñez.
Richard Darío Núñez Pereyra, né le 16 février 1976 à Montevideo, est un footballeur uruguayen. Il est attaquant.

## Carrière

### En club
Richard Núñez commence sa carrière professionnelle au Danubio FC, puis part en Europe pour le Grasshopper-Club Zurich, club suisse, en 2001. En Super League, il marque de nombreuses fois, et finit même meilleur buteur en 2002 et en 2003.
En janvier 2005, il rejoint l'Atlético de Madrid en Espagne, et fait ses débuts contre Albacete, le 29 janvier. Six mois plus tard, il signe au CD Cruz Azul. Pour son premier match, il réalise un quadruplé contre l'UAG Tecos. Prêté au CF Pachuca, il retourne dans son club en mai 2006. Mais barré par Cesar Delgado, il désire quitter le club, et rejoint en 2008 son rival à Mexico, le Club América. Le 6 juin, il est mis sur la liste des transférables, mais ne trouve pas une nouvelle équipe. Finalement, soutenu par FIFA, Nuñez retrouve son pays, étant transféré gratuitement en septembre 2008 au CA Peñarol.

### Palmarès
- Champion de Suisse : 2003
- Champion du Mexique (Clausura) : 2006

### Distinctions personnelles
- Meilleur buteur du Championnat de Suisse : 2002, 2003